# أوغوز- بشيري
قرية أوغوز (بالكردية: Şimiz) تقع في ناحية بشيري التابعة لمحافظة باطمان في تركيا. يعيش سكان القرية من الأكراد، ويبلغ عددهم حوالي 405 نسمة حسب إحصاء عام 2021. وتجدر الإشارة إلى أن سكان القرية من الإيزيديين.
تتبع قرية أوغوز عدة قرى هي: أكدوغان، كيشلاجيك، أونباشي، ويافوز. ومن الجدير بالذكر أن قرية أونباشي يسكنها أيضًا أفراد من المجتمع الإيزيدي.

## المراجع

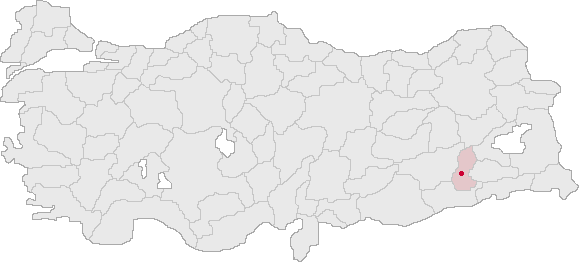
ولاية بطمان الواقعة أقصى جنوب شرق تركيا في منطقة كردستان تركيا.